# Alomona

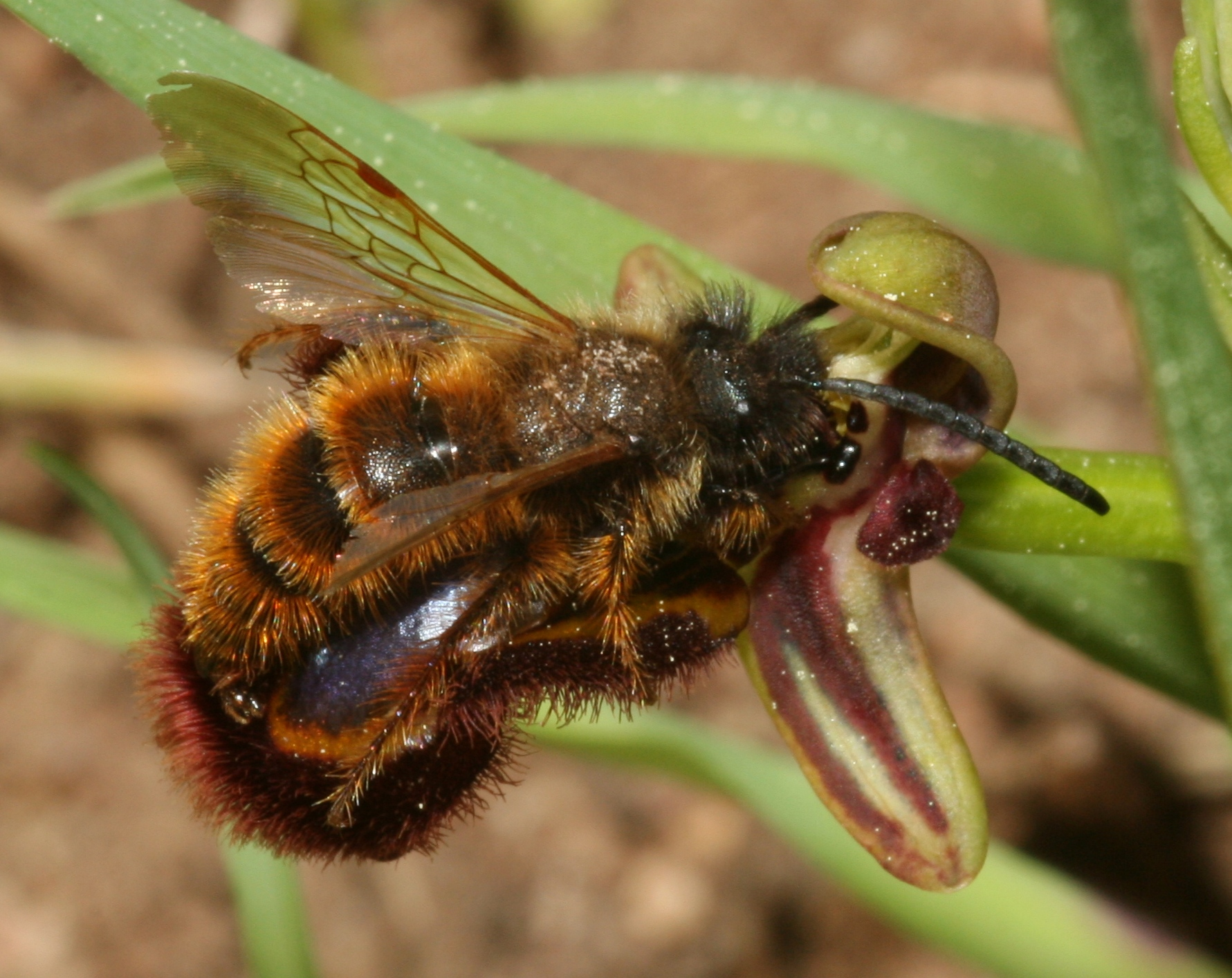
Dasyscolia ciliata.

Una alomona (del griego ἄλλος o allos, "otro", y feromona) es una forma de comunicación semioquímica en la que una especie influye químicamente sobre la conducta de otra con el fin de beneficiarse de ella. Esta es una forma de defensa vegetal muy utilizada por especies de plantas expuestas a insectos herbívoros. Se diferencia de la cairomona (en la que una especie produce un perjuicio contra sí a cambio de un beneficio mayor) y de la sinomona (en la que ambas especies se benefician).

## Ejemplo
La larva de Lomamyia latipennis se alimenta de termitas a las que somete con una alomona agresiva, la cual administra aproximándose a ellas y agitando el extremo de su abdomen ante su cabeza. La alomona causa inmovilidad después de uno a tres minutos que puede durar tres horas y hasta inducir la muerte, tiempo que la larva aprovecha para alimentarse de ella. Las larvas del tercer estadio pueden llegar a paralizar y devorar seis termitas al mismo tiempo.

## Adaptación
Varias especies de insectos han desarrollado contramedidas o formas de aprovechar las defensas alomonales de las plantas. Algunos poseen la capacidad de reaccionar positivamante a ellas, convirtiéndolas en cairomonas, mientras que otros las metabolizan en diferentes feromonas y hormonas, y otros las adaptan a sus propias estrategias defensivas, ingiriéndolas y regurgitándolas ante insectos insectívoros.